# Font de la Juliana
La Font de la Juliana és una font del municipi d'Arbeca (Garrigues) inclosa en l'Inventari del Patrimoni Arquitectònic de Catalunya. És una surgència natural d'aigua excavada en un substrat argilós que brolla lateralment i de forma ininterrompuda en direcció al Barranc de les Comes de Maldà.

## Descripció
Malauradament l'estat lamentable en què es troba avui la font impedeix fer un estudi descriptiu encertat. Només es veu la part superior d'un arc apuntat fet amb dovelles i part de les parets laterals, carreuades. Veus populars expliquen que s'accedia a la font per unes escales de pedra que baixaven fins a l'arcada. Aquestes escales estaven limitades lateralment per unes parets, configurant un espai rectangular davant la font. La font estava situada dins l'arcada. S'omplia d'aigua de pluja i servia per abeurar els animals. També es conserva una font similar a Les Borges Blanques (Les Garrigues).
L'estructura, construïda entre els segles XV i xvi, consta d'una cambra coberta amb una esplèndida volta de pedra que, a més de mantenir-la neta, redueix l'evaporació i n'assegura el seu emmagatzematge. La font és el reflex d'un temps en què l'aigua era un recurs escàs i la seva provisió obligava a esmerçar grans esforços per garantir-ne l'abastiment. L'obra de picapedrer és molt acurada. Es troba perfectament conservada i s'emmarca en la tradició arquitectònica de construccions en pedra seca, àmpliament documentada a la comarca de les Garrigues. L'arribada del Canal d'Urgell i la generalització de reg produí el seu negament. Les obres de drenatge han permès recuperar aquest monument tot garantint la seva conservació futura.